# Lista de personagens de Ranma ½
Lista de personagens da série de anime e mangá Ranma ½, criada por Rumiko Takahashi

## Família Saotome
- Ranma Saotome - o personagem principal, herói da série e grande praticante de artes marciais, Ranma é um garoto de 16 anos de idade que caiu em uma das Fontes Amaldiçoadas de Jusenkyo, mais precisamente na Nyannichuan, por isso se transforma em uma versão feminina de si mesmo (cabelos ruivos) quando molhado com água fria, mas volta a ser homem (cabelos castanho-azulados) ao ser molhado com água quente. Além de tudo ele é cortejado por quatro noivas diferentes, além de vários homens que caem aos encantos de sua forma feminina. Seu único ponto fraco, apesar de ajudá-lo através do golpe Neko Ken, ou Golpe Punho do Gato, em português, é o enorme medo de gatos que tem, graças à uma tentativa absurda de treinamento que Genma tentou aplicar em seu filho. Ele possui o objetivo de voltar a ser um homem de verdade novamente, ou seja, encontrar um remédio para a sua maldição. Acaba apaixonando-se por Akane, mas recusa-se a admitir isso (até para si próprio), porém, sempre demonstra ciúmes dela.[1]

- Genma Saotome - pai de Ranma, um "mestre" de artes marciais, quando ele e Ranma estavam em Jusenkyo ele também caiu em uma Fonte Maldita e se transforma em um panda mudo - que só se comunica verbalmente por meio de plaquetas e expressões faciais estúpidas - sempre que cai em água fria e volta ao normal em água quente tal como Ranma.[1] Genma é um homem meio maluco, um tanto fútil, irresponsável, extremamente egoísta, desprezível e de caráter bastante vergonhoso[2] - portanto um péssimo exemplo para seu filho Ranma, que milagrosamente não herdou as baixezas morais de seu pai. Com seu amigo Soun Tendo eles são constantemente massacrados por Happosai, o mestre de ambos, quando lutam com ele.

- Nodoka Saotome - mãe de Ranma,[3] uma senhora extremamente conservadora em relação aos costumes japoneses. Aparenta ser muito serena e calma, mas Genma morre de medo dela. O que ocorre é que quando Ranma era uma criancinha, Genma prometeu à Nodoka que sairia pelo Japão para treinar seu filho e que não voltaria até que Ranma se transformasse num verdadeiro homem, e, caso isso não acontecesse, ambos cometeriam seppuku (harakiri), espécie de suicídio honroso que os samurais cometiam. Desde então, Ranma e Genma fogem de Nodoka como o diabo foge da cruz, com medo de terem que cometer o suicídio, chegando até mesmo a assumirem outras identidades perante ela.

## Família Tendo
- Soun Tendo - patriarca dos Tendo e grande amigo de Genma. Sua esposa morreu há anos, quando Akane ainda era uma criança muito pequena.[1] A filha mais velha, Kasumi, que foi a que teve um maior contato com a mãe, assumiu como dona-de-casa. Soun tem uma academia (dojo) de artes marciais estilo  Musabetsu Kakutō Ryū (無差別格闘流) (Vale-Tudo na versão brasileira)[4] e como só teve filhas mulheres, combinou com seu amigo Genma que uma delas se casaria com Ranma (no caso, a "vítima" foi a caçula Akane).

- Sra. Tendo - a esposa de Soun e mãe das meninas não tem sequer seu nome citado na obra. O que sabe-se dela é que foi uma exímia cozinheira e que deixou seu caderno de receitas como herança a suas filhas. Fisicamente, era bastante parecida com Akane, mas tinha uma expressão doce e meiga, como a de Kasumi. Ela morreu misteriosamente quando suas filhas ainda eram pequenas.

- Kasumi Tendo - a primogênita da família Tendo, ela tem 19 anos, e é a mais feminina das irmãs, possuindo uma delicadeza notável.[1] Kasumi está sempre cozinhando algo para o Dr. Tofu (geralmente como agradecimento por algo que ele fez por ela), que instantaneamente ao fitar os olhos em Kasumi perde a noção das coisas em sua volta.

- Nabiki Tendo - a irmã do meio da família Tendo, possui 17 anos. Sempre se metendo nos problemas dos outros para ganhar vantagem com dinheiro, como por exemplo no anime, quando Ranma está com problemas ela vende água quente a ele e vende fotos sensuais sua de sua forma feminina no colégio Furinkan por um preço bem salgado. É uma garota um tanto mercenária, que, basicamente, só pensa em dinheiro, sendo capaz de vender absolutamente qualquer coisa para conseguí-lo.[1]

- Akane Tendo - a irmã mais nova da família Tendo e uma das protagonistas da série. Tem 16 anos e é a "noiva" de Ranma Saotome, apesar dela não demonstrar muito o que sente pelo noivo, é apaixonada por ele e no fundo se preocupa muito com ele. Ela é a única das três irmãs Tendo que pratica artes marciais, tal como o pai, mas apesar de sempre treinar, é inferior às outras lutadoras da série. É muito esquentada, irritadiça, orgulhosa, brigona, valente, com uma forte personalidade e não leva desaforo para casa. Sua aparência - quando de cabelos curtos - lembra Ami Mizuno/Sailor Mercúrio da série Sailor Moon. Ela sempre alegou odiar rapazes, mas nunca se explicou o por quê, até conhecer Ranma. Não consegue nadar de modo algum (por muito tempo, ela não sabia que não se pode respirar dentro d`água) e diferente das outras garotas da série, cozinha mal pra caramba.

## Outros
- Ryoga Hibiki - foi o primeiro dos personagens que pôde demonstrar alguma ameaça à Ranma. Nutrindo um sentimento de rivalidade a longa data com ele, estudavam no mesmo colégio quando mais novos.[5] Ryoga desafiou-o para um combate próximo a casa dele, objetivando dar um fim a competição incansável entre ambos e explicitar sua "superioridade" sobre Ranma de uma vez por todas. Contudo, devido a seu terrível senso nulo de direção - principal defeito do rapaz -, Ryoga somente chega ao local marcado (no terreno baldio atrás de sua própria casa) quatro dias depois. E, neste tempo, achando que havia deixa de lado o confronto, Ranma e seu pai, Genma, partem para seu treinamento na China. Não desistindo de acertar as contas com ele, Ryoga persegue Ranma por todo o país, encontrando-o, mesmo que indiretamente, apenas em sua última parada: o campo das fontes amaldiçoadas, Jusenkyo. Contudo, devido a este infeliz "encontro", Ryoga acabou caindo numa das fontes, a Eitonnichuan, e agora, sempre que tem contato com água fria, transforma-se num porquinho preto - que é um dos principais símbolos de Ranma ½. Mais tarde, no Japão, Ryoga finalmente encontra com Ranma para terminar o que "começaram" no passado. Entretanto, o rapaz acaba apaixonando-se por Akane quando esta mostrou-se gentil com ele, principalmente com seu "alter-ego", o qual foi "adotado" pela garota como seu "bichinho de estimação", batizado de Pig-chan (ou P-chan, simplesmente), o que aumentou efetivamente sua atração pela garota e sua rivalidade com Ranma, por, além dos acontecimentos passados, ser noivo de Akane, e devido a isto, esta não correspondê-lo, gostando de Ryoga apenas em sua outra forma.[1] Mesmo demonstrando uma personalidade forte e meio antipática, Ranma considera-o um grande amigo, além de um rival. Tem a habilidade de endurecer tecidos e usá-los como armas.

- Shampoo  (escrita original "Shan Pu") - chinesa nativa da vila de Joketsuzoku, onde as mulheres são grandes lutadoras. Ranma e seu pai acabaram indo parar na cidade de Shampoo durante seu treinamento na China. Lá estava ocorrendo um campeonato de artes marciais entre as aldeãs - onde Shampoo era uma das finalistas.[1] E, enquanto a luta acontecia, Ranma e Genma se serviam de uma grande mesa de comida. O problema é que o tal banquete era o grande prêmio do torneio. Ranma, que estava em sua forma feminina, acaba sendo desafiado por Shampoo - que consagra-se a campeã - por ter "devorado" seu prêmio. Contudo, Shampoo é facilmente vencida por Ranma e agora, devido a uma lei das amazonas, ela terá de matar a estrangeira por derrotá-la, e assim restaurar sua honra. Todavia, mais tarde - no Japão -, Shampoo acaba sendo mais uma vez derrotada por Ranma, em sua versão masculina, desta vez; e, de acordo com uma outra tradição de sua vila, terá que se casar com Ranma - mesmo não fazendo ideia de que a jovem que deveria eliminar e ele fossem a mesma pessoa. Quando Ranma revela sua maldição a Shampoo, ela se sente dividida por um tempo, mas decide, no final das contas, abandonar sua vingança e lutar pelo amor de Ranma. Também é uma das personagens que acaba caindo em uma Fonte Amaldiçoada, a Maoniichuan, e quando molhada em água fria, se transforma em uma gata, mas que estranhamente é o único animal de que Ranma morre de medo.

- Cologne / Coron - a bisavó de Shampoo. Incrivelmente habilidosa, é uma grande mestre de artes marciais provinda da mesma vila de amazonas chinesas, Joketsuzoku. Vem para o Japão para tentar fazer Ranma se casar com sua bisneta e esse é seu grande objetivo na série.[1] Chama Ranma apenas de "genro" ("muko-dono"). Ranma sempre a chama de "velha" ou "Filhote de Cruz-Credo". Eventualmente, treina Ranma com alguma técnica, como o Kachuu Tenshi Amaguriken ("técnica das castanhas assando na fogueira") e já chegou a treinar Ryoga, que aprendeu com ela o Bakusai Tenketsu ("ponto de ruptura"). É uma criaturinha bastante bizarra, sendo apelidada muitas vezes de "macaco" ou "múmia". Acabou cometendo o terrível erro de levar Shampoo a área de treinamento das Fontes Amaldiçoadas (será que ninguém sabe do perigo que elas trazem?), derrubando - a em uma delas, e ainda assim culpa Ranma por isso.

- Mousse  - cresceu com Shampoo e sempre foi apaixonado por ela.[4] Perdeu para Shampoo em uma luta quando tinha apenas três anos e, segundo a lei amazona, como a primeira luta é a que vale (perdeu outras vezes, mas, em sua grande maioria, porque não consegue lutar a sério com Shampoo, já que a ama), nunca terá oportunidade de se casar com ela, a não ser que acabe com Ranma. Especialista em usar armas ocultas em seus combates. Sem seus óculos, não enxerga um palmo diante do próprio nariz e confunde absolutamente tudo, gerando assim situações muito engraçadas na história e mesmo assim ele insiste em tirá-los a todo momento. Querendo se aperfeiçoar, vai parar nas Fontes Amaldiçoadas, cai em uma delas (na Yaazuniichuan) e se transforma em um pato branco, que representa bem sua personalidade. Uma curiosidade é que Mousse foi o único amaldiçoado que entrou livre e espontaneamente em sua respectiva fonte, contando, é claro, que ele nem viu onde estava pisando.

- Ukyo Kuonji - natural de Osaka, ela vem de uma tradição de cozinheiros de okonomiyaki, iguaria similar à pizza, mas frita na chapa ao invés de assada em forno. Quando criança, costumava brincar de lutinhas com Ranma, que desconhecia totalmente que Ukyo era uma menina.[1] A brincadeira consistia no seguinte: se Ranma ganhasse, comia um okonomiyaki de graça. Todos os dias Ranma ganhava e comia seu okonomiyaki, desconhecendo os sentimentos de Ukyo. Genma, vendo além do okonomiyaki grátis por dia, fez um acordo com o pai de Ukyo: prometeu Ranma em casamento com a filha de Kuonji em troca do carrinho de okonomiyaki como dote. O acordo foi aceito e foi uma grande felicidade para Ukyo. Contudo, no dia da partida dos Saotome, Genma queria dar um jeito de levar o carrinho sem levar Ukyo junto com eles; então, deixou a decisão toda nas mãos de Ranma que, na sua credulidade dos seis anos de idade, não fazia ideia de nada do que se passava à sua volta. Genma perguntou "inocentemente" se Ranma gostava mais de Ukyo ou de okonomiyaki, e Ranma optou pela segunda resposta. Então, eles se foram levando o carrinho, mas não Ukyo, que ficou incrivelmente entristecida e furiosa, e prometeu para si mesma que não iria mais gostar de nenhum garoto, passando até mesmo a se vestir como um, freqüentando escolas masculinas e coisas assim. Quando vai atrás de Ranma acertar as contas, está furiosa, "com seu orgulho de mulher ferido", querendo vingar-se dele. Nisso, diz a Ranma que nunca amará novamente pelo tanto que sofreu. Ranma, que ficou ciente da sexualidade de Ukyo há pouco, diz a ela que é um desperdício ela não querer mais nenhum rapaz, pois havia se tornado uma garota muito bonita. Isso bastou para que Ukyo mudasse sua opinião sobre Ranma e deixasse aflorar todo seu sentimento por ele. Acaba abrindo um restaurante de okonomiyaki, chamado Ucchan no Okonomiyaki, e freqüentando o colégio Furinkan, o mesmo que Ranma, Akane, Nabiki e Kuno. Sua maior rival pelo amor de Ranma acaba sendo Shampoo e não Akane, com a qual até mesmo consegue ter um relacionamento razoável.

- Happosai - mestre de Soun Tendo e de Genma Saotome. É muito ríspido com seus aprendizes, o que acabou fazendo com que eles nutrissem um certo "rancor" por seu mestre, mesmo nunca sendo capazes de vencê-lo. É um grande pervertido viciado em peças íntimas femininas, possuindo uma coleção composta por incontáveis delas.[4] É uma pessoa sem bondade nenhuma, um egoísta que mais atrapalha do que ajuda e que só pensa em si mesmo, em lingeries e maiôs femininos e em apalpar mulheres. Mesmo assim, não deixa de ser uma personagem fundamental de vários aspectos muito importantes na série. Tem um histórico de romance com Cologne quando ambos eram jovens.[1]

- Tatewaki Kuno - estudante do Colégio Furinkan, colégio de Ranma e Akane, está na mesma sala que Nabiki. Rico e um lutador habilidoso, é um dos principais rivais de Ranma que, à primeira vista, aparenta ser um rapaz arrogante que tenta ser sério, mas, conhecendo-o mais a fundo, percebe-se sem muito esforço que é um idiota. Auto-denomina-se o "Trovão Azul do colégio Furinkan",[2] por ser um exímio lutador de kendô,[1] sendo, também, capitão do time de seu colégio. Sempre vestido com um quimono tradicional japonês do século XIX, Kuno adora expressar-se por poesias de maneiras bastante "dramáticas". É apaixonado por Akane (porque acha que ela é uma coisa que ela não é) e acabou falando para todos os garotos do colégio que só permitiria que eles saíssem com Akane se a derrotassem em combate - eis o porque de, no começo da série, a grande maioria dos garotos do Furinkan tentarem derrotar Akane de todas as maneiras possíveis. Porém, com o surgimento de Ranma, Kuno descobriu suas duas faces, apaixonando-se a primeiro momento por ele em sua versão feminina, mas sem nunca perceber que são a mesma pessoa, algo que toda a escola sabe. Assim, Kuno odeia Ranma-homem por ele ser o noivo de Akane e por achar que ele também quer a "garota de trança", mas ama Ranma-mulher, ou melhor a "garota de trança" (osage-no-onna, no original; "garota ou deusa do rabo-de-cavalo", na dublagem brasileira) e não consegue decidir com quem quer ficar, ela ou Akane.[1] Mora numa mansão, e seus parentes mais próximos são sua irmã mais nova, Kodachi, e seu pai, o Diretor Kuno.

- Kodachi Kuno - irmã de Tatewaki Kuno. Praticante da ginástica rítmica com artes marciais[1] e auto-nomeada "Kodachi, a Rosa Negra". Estuda no Colégio Feminino St. Hebereke e acha isso muito tedioso. Sua fala é muito característica no original, pois fala de maneira mais polida. Bastante cruel, desonesta e trapaceira, mas, como seu irmão, não consegue perceber que Ranma-homem e Ranma-mulher são a mesma pessoa. Está na mesma situação que seu irmão, mas inversamente: ama Ranma-homem e odeia Ranma-mulher, porque acha que "ela" quer roubar seu "Ranma-sama".[1] Ranma passa por muitos apuros provocados por ela, que sempre interfere em seu "noivado" com Akane.

- Diretor Kuno - diretor do Colégio Furinkane e pai de Kodachi e Tatewaki. Maluco, foi para o Havaí e ficou anos por lá acabou ficando permanentemente bronzeado e falando japonês como alguém dos Estados Unidos recém-chegado ao Japão (ou seja, inglês misturado com japonês). É viciado em regras malucas e vive inventando novas todos os dias, as quais sempre são rejeitadas por Ranma, que acaba tendo de participar de alguma espécie de torneio realizado pelo diretor, com o acordo de cancelá-la caso torne-se o vencedor do mesmo. E a ele agrada que todos os seus alunos estejam de cabelo curto ou raspado de preferência; e esta é a razão que ele sempre está tentando cortar a trança de Ranma.

- Dr. Tofu- médico da cidade e amigo da família Tendo, principalmente de Kasumi e Akane. É um acunputurista e quiropraxista competente que melhora todo tipo de machucado só pressionando certos pontos do corpo. Foi o amor de infância de Akane, que perdurou-se até um pouco depois da chegada de Ranma.[1] É apaixonado por Kasumi[5] (motivo pelo qual Akane se sentia desconfortável por gostar dele); o problema é que sempre que ela está por perto, ele acaba mudando sua personalidade calma e competente para algo mais "atrapalhado". Tem uma mãe idosa. O pai de Ranma (como panda) é seu assistente. É o único que não ataca Ranma por causa de garotas e até o tenta convencer que Akane é uma boa garota, a qual devia dar uma chance tanto pra si quanto pra ela.
- Meia-Calça Tarô - lutador de uma pequena aldeia onde Happosai esteve há alguns anos, o qual recebeu a honra de dar-lhe o nome, que acabou ficando Meia-Calça Tarô, o qual odiou logo de cara. Como pelas leis da aldeia ele só pode ter o nome trocado por quem o batizou, Tarô começou a perseguir Happosai para obrigá-lo a mudar o nome[6] (ele prefere Bonitão Tarô). Caiu em uma das Fontes Amaldiçoadas e se transforma em uma criatura com corpo de Yeti, cabeça e patas de boi, asas de garça e cauda de enguia, pois a fonte onde ele caiu havia se afogado um Yeti montado num boi e segurando uma garça e uma enguia.